# Sydvietnams herrlandslag i fotboll
Sydvietnams herrlandslag i fotboll spelade sin första landskamp den 15 januari 1949, och föll med 2-4 hemma mot Sydkorea på hemmamplan. Den 23 mars 1975 spelade laget sin sista landskamp, och förlorade med 0-3 mot Malaya på hemmaplan i en kvalmatch till asiatiska mästerskapet.
Laget deltog i kvalspelet till VM 1974 i Västtyskland, men misslyckades med att kvalificera sig.